# Златоустово (Болгария)
Златоустово (болг. Златоустово) — село в Болгарии. Находится в Хасковской области, входит в общину Маджарово. Население составляет 56 человек.

## Политическая ситуация
В местном кметстве Долни-Главанак, в состав которого входит Златоустово, должность кмета (старосты) исполняет Бейсим Ахмед Адил (Движение за права и свободы (ДПС)) по результатам выборов.
Кмет (мэр) общины Маджарово — Милко Петков Армутлиев (Земледельческий народный союз (ЗНС)) по результатам выборов.